# Gervais de La Rue
Gervais de La Rue, (Caen, 7 de septiembre de 1751 - 24 de septiembre de 1835) fue un eclesiástico e historiador francés, especialista en literatura normanda y anglo-normanda. 

## Biografía
Estudió en la Universidad de Caen, de la que pasó pronto a ser profesor de historia, y luego decano de la facultad de artes en 1786. Tras la Revolución francesa, se negó a prestar el juramento de la constitución civil del clero y se refugió en Inglaterra, en donde tiene ocasión de examinar una enorme cantidad de documentos originales conservados en la Torre de Londres. Descubre allí numerosos poemas de la Edad Media, en especial de María de Francia y de Wace, y consigue para su trabajo el reconocimiento del mismo Walter Scott. De Inglaterra, pasa a los Países Bajos, en donde prosigue sus investigaciones. De regreso a su ciudad natal en 1797, il pasa lo que le queda de vida como rector de la universidad.
Gervais de La Rue fue miembro de la Society of Antiquaries de Londres, miembro de la Académie des inscriptions et belles-lettres (fue elegido en 1893) y caballero de la Legión de Honor. Contribuyó con numerosas obras a la Royal Society, a la Académie des inscriptions y a la "Sociedad de agricultura de Caen" y fue el primer director de la "Sociedad de Anticuarios de Normandía".

## Principales publicaciones
- Essais historiques sur la ville de Caen et son arrondissement (2 volúmenes, 1820)
- Recherches sur la tapisserie représentant la conquête de l'Angleterre par les Normands et appartenant à l'église cathédrale de Bayeux (1824)
- Essais historiques sur les bardes, les jongleurs et les trouvères normands et anglo-normands, suivis de pièces de Malherbe, qu'on ne trouve dans aucune édition de ses œuvres (3 volúmenes, 1834)
- Mémoire historique sur le palinod de Caen (1841)
- Nouveaux essais historiques sur la ville de Caen et son arrondissement, contenant mémoires d'antiquités locales et annales militaires, politiques et religieuses de la ville de Caen et de la Basse-Normandie (2 volúmenes, 1842)